# Léonard Rochon de Lapeyrouse
Pour les articles homonymes, voir Rochon et Lapeyrouse.
Léonard Léonce de Bonfils de Rochon de Lapeyrouse, né le 10 mars 1808 à Vicq en Dordogne et mort le 30 mai 1895 à Marseille est un lieutenant  de vaisseau et haut fonctionnaire français, auteur de livres sur la marine, sur la France et sur sa famille. Il participa en 1830 à la prise d'Alger et il fut préfet pendant la Deuxième République  et le Second Empire.

## Biographie
Léonard Léonce de Bonfils de La Bleynie, orphelin de mère et adopté par son oncle du côté maternel Alexis Ferdinand de Rochon, comte de Lapeyrouse, hérite du titre de comte de Lapeyrouse et a le droit de porter le nom de Bonfils de La Bleynie-Rochon de Lapeyrouse.
Élève au collège royal de la Marine d'Angoulème le 1er avril 1822, il obtient le grade d'aspirant le 16 septembre 1825 et d'enseigne de vaisseau le 19 octobre 1830. En juillet 1830, il participe à la prise d'Alger.
Il est promu lieutenant de vaisseau le 10 avril 1837 et en 1841 il sert à bord du vaisseau le Scipion à Toulon
Il prend sa retraite de marin en 1848 et devient préfet de l'Ain le 20 février 1849, puis préfet de la Haute-Marne le 12 mars 1851, puis préfet du Doubs le 3 avril 1851 et jusqu'à septembre 1858.
Léonard Léonce de Bonfils de Rochon de Lapeyrouse est marié en 1846 à Napoléone Marie Hélène Charlotte de Montholon-Semonville, fille du général Charles-Tristan de Montholon qui a accompagné Napoléon Ier à Sainte-Hélène. Napoléone, née en 1816 à Saint-Hélène, filleule de Napoléon Ier, était veuve du lieutenant de vaisseau Charles Raoul du Couedic de Kergoualer (1806-1844). Le couple aura trois enfants, dont l'aîné, Napoléon de Bonfils de Lapeyrouse, est le filleul de Napoléon III.

## Œuvre
- 1842 « Quelques considérations sur l'ouvrage de M. Holker, ayant pour titre : "De quelques évolutions à ajouter à celles du livre des signaux, ou Nouvelle taxe de tactique navale"».
- 1845 : « Histoire de la marine française » tome 1[5].
- 1845 : « Histoire de la marine française » tome 2[6].
- 1845 : « Histoire de la marine française » tome 3 [7].
- 1880 : « La France ancienne, sa noblesse ; la France nouvelle, ses devoirs »[8].
- 1888 : « La France d'autrefois et celle d'aujourd'hui. Le cri d'alarme »[9].
- 1890 : « Études historiques sur les deux Saints Bonfils, Saint-Belle d'Aspremont et la bienheureuse Catherine de Montholon »
- 1893 : « Origines des Rochon de Lapeyrouse ».

## Honneurs
- Il est nommé chevalier de la Légion d’honneur le 25 avril 1844
- Commandeur de l'ordre des Saints-Maurice-et-Lazare
- Commandeur de l'ordre de Saint-Grégoire-le-Grand